# Mihail Čigorin

Mihail Ivanovič Čigorin (rus. Михаи́л Ива́нович Чиго́рин) (Gatčina, po drugim izvorima Petrograd, 12. studenoga (31. listopada) 1850. – Lublin, 25. siječnja (12. siječnja) 1908.), bio je ugledni ruski šahovski majstor. Bio je najboljim ruskim šahistom na prijelazu iz 19. u 20. stoljeće.
Smatra se zadnjim velikim šahovskim romantikom. Ujedno je bio glavno nadahnuće sovjetskoj šahovskoj školi, koja je vladala svjetskim šahom sredinom i zadnjom trećinom 20. stoljeća.
Po njemu je nazvana Čigorinova obrana.